# Dorothea-Statue

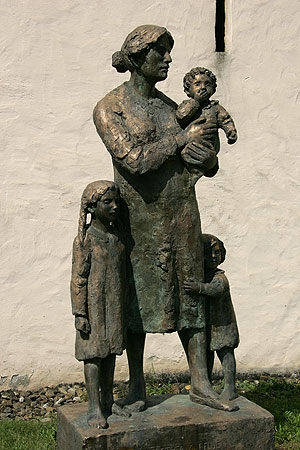
Die Dorothea-Statue in Sachseln (2005)

Die Dorothea-Statue ist eine 1991 platzierte und eingesegnete sakrale Bronzeplastik von Rolf Brem, die Dorothea von Flüe gewidmet ist. Sie steht in der Gemeinde Sachseln im Schweizer Kanton Obwalden neben der Pfarr- und Wallfahrtskirche.

## Geschichte

### Papstbesuch in Sachseln 1984
Im Juni 1984 besuchte Papst Johannes Paul II. im Rahmen einer Schweizreise auch Flüeli-Ranft und Sachseln im Kanton Obwalden. Der Pfarrer der Pfarr- und Wallfahrtskirche Sachseln, Josef Eberli, kündigte bereits im Vorfeld an, ihn bei dieser Gelegenheit um die Heiligsprechung von Dorothea, der Gattin des heiligen Niklaus von Flüe, zu bitten. Er sei «in zunehmendem Masse» von den Gläubigen darum gebeten worden. Das Ansinnen fand breiten Zuspruch in der katholischen Schweiz. Am 14. Juni überreichte Eberli dem Papst ein Bronze-Relief, das das Ehepaar von Flüe darstellte, und einen Brief, in dem er den Wunsch äusserte, «Dorothea in die kirchliche Verehrung des heiligen Familienvaters Klaus miteinzubeziehen». Der Bischof von Chur Johannes Vonderach hatte den Brief mitunterzeichnet. Die erhoffte Seligsprechung blieb aus. Immerhin gedachte der Papst bei der Heiligen Messe an Klaus’ Grab in Flüeli auch Dorotheas:

«Ehren wir auch seine [i. e. Bruder Klaus’] Frau Dorothea: In einem durchlittenen Entschluss hat sie den Gatten freigegeben. Zu Recht trägt sie in den Augen vieler das heroische Lebenszeugnis des Bruders Klaus mit…»

Ausserdem nannte er sie eine «heiligmässige Frau».

### Projektierung und Einsegnung der Statue
1987 nahm der ehemalige Basler Bischof Anton Hänggi den Gedanken einer Heiligsprechung anlässlich eines von ihm gehaltenen Wallfahrtgottesdienstes in Sachseln wieder auf. Dadurch animiert, beschloss der Schweizerische Verband Katholischer Bäuerinnen (SVKB), Dorothea «zur Hebung des Ansehens» eine Statue zu errichten. Der mit Spenden finanzierte Auftrag wurde dem Luzerner Bildhauer Rolf Brem übertragen. Das Monument wurde im Rahmen der Jubiläumsfeier «700 Jahre Eidgenossenschaft» am Sonntag, 29. September 1991, enthüllt und von Hänggi eingesegnet.

## Beschreibung
Die Bronzeplastik steht direkt neben dem Kirchturm der Pfarr- und Wallfahrtskirche, auf dem Friedhof, wo Dorotheas Grab vermutet wird, und ist 2,30 Meter hoch. Die Figurengruppe zeigt vermutlich den Moment des Abschiedes von Bruder Klaus. Dorothea trägt ein hochgeschlossenes Kleid und blickt ernst in die Ferne. Mangels zeitgenössischer Porträts ist sie rein fiktiv gestaltet. Sie ist von drei ihrer zehn Kinder umgeben. In ihrem linken Arm trägt sie ein Kleinkind. Ein älterer Junge klammert sich schüchtern an ihr linkes Bein. Rechts von ihr steht ein Mädchen mit Zöpfen. In die Plinthe ist die Inschrift «DOROTHEA VON FLÜE» eingraviert.

## Rezeption als Frauendenkmal
In zeitgenössischen Berichten war nie von einem «Denkmal» die Rede. Diese Zuschreibung kam erst in jüngerer Zeit infolge der Debatten um fehlende Schweizer Frauendenkmäler auf. In einer nicht repräsentativen Umfrage des Onlineprojekts Mal denken! gaben (Stand April 2025) 77 Prozent an, das Dorothea-Denkmal solle so belassen werden. Es lag damit auf dem 10. Rang von 24 erfragten Schweizer Denkmälern und hatte einen überdurchschnittlich hohen Zuspruch. Seine Wichtigkeit wurde durchschnittlich, seine «Schönheit» leicht überdurchschnittlich bewertet. Gleichzeitig gehörte es aber auch zu den am wenigsten bekannten Denkmälern.
In einem Essay in der Zeitung Blick kritisierten zwei Historikerinnen das mit dem Dorothea-Denkmal vermittelte Frauenbild:
«Dass von Flüe alleinerziehende Mutter von zehn Kindern war, macht sie zweifelsohne zur Heldin. Aber auch mit ihr wird keiner Frau gedacht, die sich für selbstwirksames Auftreten oder politischen Einfluss einen Namen gemacht hat, sondern einer Mutter und Hausfrau. Für Historikerinnen und Historiker, welche die Erinnerungskultur im öffentlichen Raum analysieren, stellt sich daher die Frage, was die Absicht signalisiert, einer Mutterfigur zu gedenken, die seit jeher im Schatten ihres 1947 heiliggesprochenen Ehegatten steht.»
Mit dem Denkmal zementiere man ein veraltetes Frauenbild, «das Tugenden wie Hingebung, Mütterlichkeit, Verzicht und Keuschheit sowie gleichermassen Sittsamkeit und Frömmigkeit verkörpert».